# قبضايات بيروت
قبضايات بيروت تعني أشقياء مدينة بيروت، وأصل الكلمة قبضاي تركي ومعناها «الخال الخشن»، وذلك يعود إلى قديم الزمان، عندما كان فيها للخال، أخ الأم، دور كبير في العائلة. ثم بات هذا المصطلح يستخدم عند تحدي الخصم وتهديدهُ بالغلبة حتى أصبح يقال «ولو كان أبو زيد خاله»، لشهرة أبي زيد الهلالي بالمرجلة. إن هذه الكلمة تطورت وأصبحت مرتبطة بالحياة اليومية في بيروت.
باللغة العربية كلمة قبضاي أصلها الثلاثي من قبض ومنها قبضة اليد، ومعنى قبضاي هو من يستخدم قبضته، أي من يستخدم قوته لبسط سيطرته.

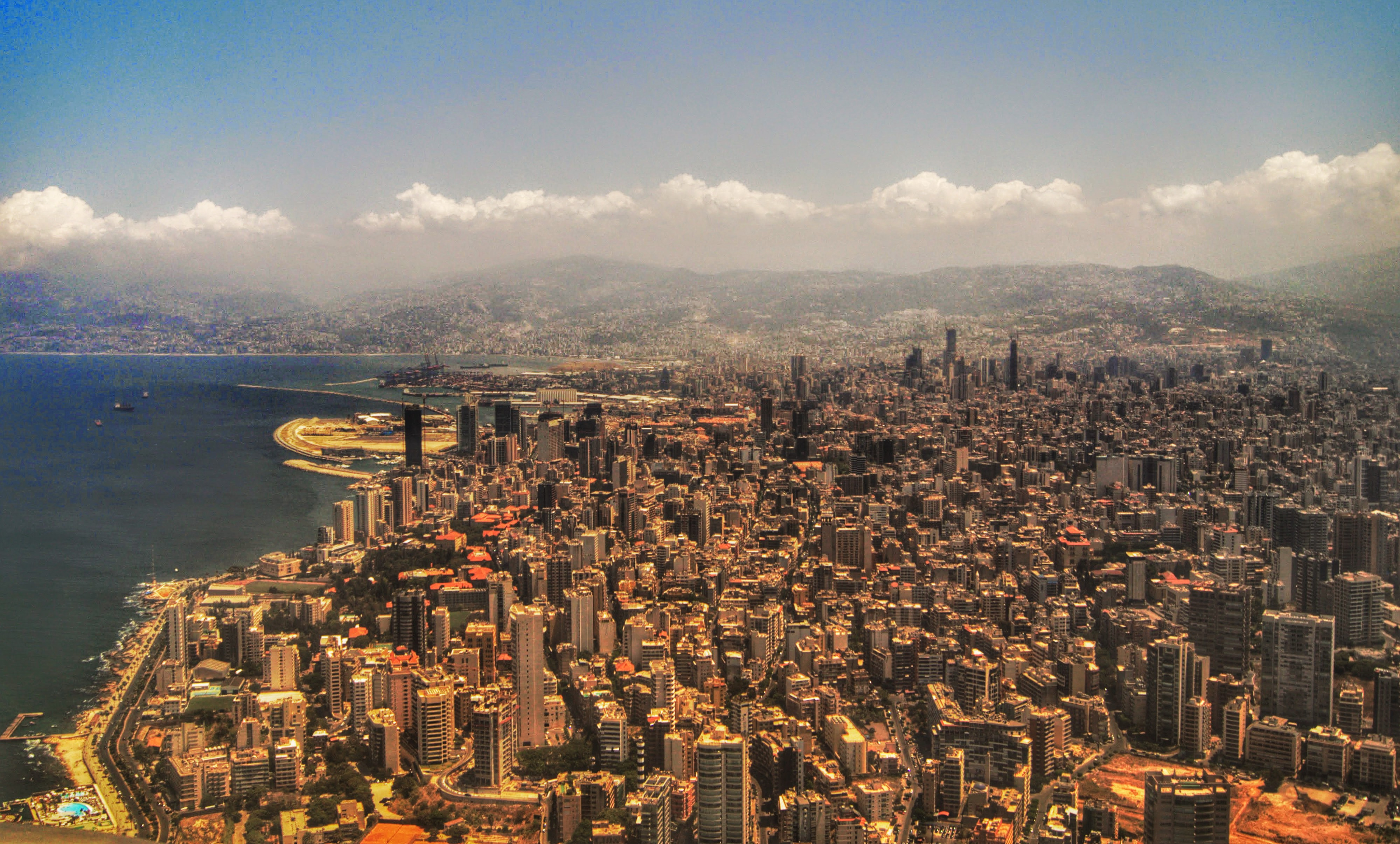
بيروت

يستخدم العديد من الشعوب العربية بشكل عام وشعوب بلاد الشام مثل لبنان كلمة «قبضاي»، وعلى الرغم من معناها المعروف في المجتمع وهو الرجل الشجاع والقوي إلا أن أغلبنا لا يعرف القصة التي تكمن وراء هذهِ الكلمة.
كان الأشقياء أو القبضايات ينتشرون في شوارع العاصمة اللبنانية بيروت، بحيث كان لكل حي أو منطقة زعيمها، الناطق باسمها والمدافع عن مصالح سكانها، وزعماء الأحياء متفقون في ما بينهم على أصول التعامل وعلى وجوب التقيّد بالأعراف والتقاليد الاجتماعية، أي لا فرق في ذلك بين قبضاي البسطة وقبضاي الأشرفية، أو بين قبضاي مسلم وقبضاي مسيحي، فالمروءة والشهامة وإغاثة المحتاج والدفاع عن العرض والمال ومبادئ الشرف وحسن المعاملة وعدم الاعتداء، كلها أمور يشترك فيها الجميع دون تمييز في الدين أو المذهب أو المحلة. وإضافة إلى الصفات الشخصية، كان القبضاي يمتاز بمظهره الخارجي، حيث كان يرتدي أفضل أنواع من الحرير إلى الجوخ والمخمل. وكان بعضهم يحرص على حمل العصا بالإضافة إلى الخنجر أو مسدس البكرة، بينما الخراطيش كانت توضع في منديل حريري يحمله في جيب سترته، مما يدل على أن حمل السلاح كان للزينة واستكمالاً لمظاهر الرجولة، وليس للقتل أو العدوان.
كل مقهى كان يعتبر بمثابة مركز اجتماع لقبضاياتها، من مقهى الميدان في دمشق، إلى مقهى المتوكل على الله الحاج سعيد حمد في البسطة، ومقهى المزرعة حيث يجلس المعلم صليبا المجدلاني بطربوشه الخمري، ويتحلق حوله أهالي المزرعة، ينرجلون ويسولفون.

## مواقف مشهودة
كان رجال بيروت وقبضاياتها حينها في الصف الأول للدفاع عن الوطن والتصدي لهجمات الأعداء. فقد هبّوا لمساعدة المحاصرين في عكا من الصليبيين على ما أشار إليه الكاتب عبد العزيز سيد الأهل في كتابه «أيام صلاح الدين». كما وعندما قصف الأسطول الإيطالي بيروت سنة 1912م، هبّ قبضاياتها وتوجهوا إلى الشواطئ، مسلحين بالسيوف والخناجر والهراوات، ونزلوا البحر سباحة باتجاه البوارج واستشهد عدد كبير منهم.

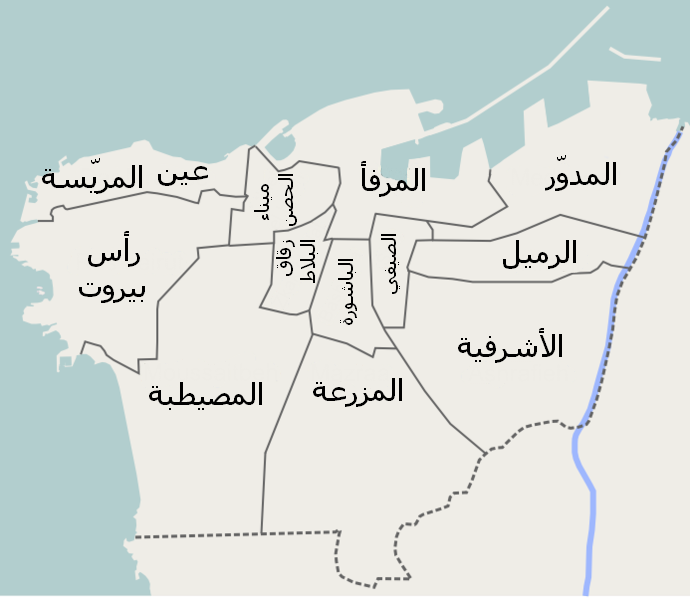
البسطة هي منطقة من مناطق بيروت

 ولقبضايات بيروت ورموزها الشعبية والاستقلالية مواقف جريئة وكفاح اجتماعي ومنها:
في التاريخ المعاصر، بعد سقوط الجبهة العسكرية النظامية في ليبيا أمام الغزو الإيطالي ومنع الإنكليز مرور النجدات إلى المجاهدين، كان لبحارة بيروت وقوادهم السبق في إرسال المؤن والنجدة والذخائر والأعتدة، وكان الأمير شكيب أرسلان على متن إحدى المراكب، يرافقه اليوزباش، يومها، مصطفى كمال.
وعندما قصف الأسطول الإيطالي بيروت سنة 1912م، هبَّ رجالها وقبضاياتها وتوجهوا إلى الشواطئ، مسلحين بالسيوف والخناجر والهروات، ونزلوا البحر سباحة باتجاه البوارج وإستشهد منهم عدد كبير.
يُذكر أن أحمد آغا الشرقاوي شيخ المرفأ ورفاقه من البحارة، تزعموا سنة 1908م حملة مقاطعة البضائع النمساوية كالسكر والطرابيش، وأجبروا التجار على التقيّد بالمقاطعة، وساندهم في ذلك القبضايات في صيدا وطرابلس ودمشق وسائر مدن الشام، وقامت المظاهرات والمسيرات في بيروت، فقام الأهالي بنزع طرابيشهم ورميها أرضاً، كما قام بعض الشبان وعلى رأسهم أبو أحمد الجاك بتمزيق طرابيشهم النمساوية وارتداء القالبق.
وعلى ذكر أبي أحمد الجاك، أحد قبضايات بيروت، نشير إلى أن لفظة (الجاك) إنكليزية تعني الرجل الذي يمثّل العامة، ويتمتع بسرعة البديهة وإقدام على المساعدة وحمية فورية وآل الجاك جزائريو الأصل من عائلة فرغل، سكن جدهم الأول في محلة باب إدريس، ولُقب بالجاك على ما يقال من أن ملك انكلتره كان قد أرسل إلى قنصله في بيروت بريد الإمبراطورية التي يتضمن أشياء ثمينة وسرية، فلما وصلت الباخرة التي تحمل البريد إلى بيروت، كان البحر جبال كما يقال، وخاف القنصل الذي كان واقفاً على الشاطئ، من غرقها ووقوع البريد بأيدي أخرى، فأخذت الحميّة ابن فرغل وأخذ سنبكاً وبعض رجاله، وإنطلق رغم العاصفة إلى المركب وأحضر البريد، فأعجب به القنصل الإنكليزي وقال له: برافوا جاك، فغلب عليه هذا اللفظ.
ولأبي أحمد الجاك، وإبنه من بعد، مواقف تذكر فتشكر، عندما أراد والي بيروت توسيع سوق الفشخة، قضت التوسعة بإستملاك بيت أبي أحمد في باب إدريس، فعارض الانتقال منه وتأخر تنفيذ المشروع، مما إضطر الوالي على استرضاء أبي أحمد.
ويذكر أن أبا أحمد الجاك، كان يستثمر قهوة موقعها في ساحة البرج، كانت تُعرف بالقهوة التحتانية، حضرت فرقة من العسكر التركي وعلى رأسها ضابط فارس، يبغون تفتيش القهوة بحجة وجود سلاح، عارض أبو أحمد بقوله: نحن حماية ولا نسمح بذلك، كان يحمل جواز سفر فرنسيا، رفع الضابط الكرباج يهم بضرب أبي أحمد الذي كان طويلاً عريضاً، فما كان من الجاك إلا أن أمسك الكرباج وشده بقوة أوقعت الضابط أرضاً، وبدأ إطلاق النار، وتراجع العسكر منهزماً شمالاً نحو سراي المدينة قرب الريفولي وأقفلوا أبوابها وطلبوا النجدة، فيما توجه أبو أحمد الجاك إلى محلة المصيطبة إلى بيت آل العانوتي ريثما تهدأ الأمور.
نشأت إثر ذلك أزمة دولية بين فرنسا والدولة العُثمانيّة، بالنظر لتمسك القنصلية الفرنسيّة بتبعة الجاك الفرنسيّة، حتى أن والي بيروت في حينه، ناظم باشا، قدم استقالته احتجاجاً متذرعاً بتبعة الجاك العُثمانيّة، كما ثار جدل كبير في الأستانة ودوائرها الرسمية حول الامتيازات الأجنبيّة.
يذكر أن قبضايات بيروت رفضوا التعاون مع الفرنسيين أثناء الاحتلال وحقدوا على كل من تعاون معهم، وكان أسعد خورشيد، مديراً للداخلية، فاتهموه بممالأة الفرنسيين وتنفيذ رغباتهم، والخروج على القرار الوطني بمقاطعة انتخاب المندوبين، فقرروا التخلص منه، ودبروا أمرهم بينهم بليل، فكمن له عبد خالد وديب العلي عند مدخل المستشفى الفرنسي في محلة خندق الغميق وأطلقوا عليه النار.
يروى أن عبيدو الانكيدار توجه يوماً بعربته إلى دمشق وإلى يمينه أبو عفيف كريدية، وعند وصول العربة إلى وادي القرن والوقت ليلاً، توقفت الخيول فجأة لوجود مسلحين، وتقدم أحدهم من الجهة اليمنى للعربة وقال لأبي عفيف: معك ولعة يا شاب ؟ فلكز عبيدو أبا عفيف كي لا يرد، وقال للمسلح، قرّب خد ولعة من هنا، فاتجه الرجل إلى جهة عبيدو وما كاد يقترب منه، حتى أطلق عبيدو طلقاً نارياً في الهواء وقال: خذ هذه الولعة أنا عبيدو الانكيدار، فتراكض المسلحون وارتموا على العربة يعتذرون من عبيدو وأصروا على مرافقته مسافة طويلة.
كان عبيدو الانكيدار يتوقف في شهر رمضان عن تعاطي التجارة، ويمر يومياً إلى محل حلويات شاكر في منطقة باب إدريس، حيث يقضي بعض الوقت ثم يتوجه إلى بيته ماشياً، وكان يسلّم أول الشهر خمسين ليرة ذهبية لصاحب المحل لكي يصار إلى توزيعها على المحتاجين والفقراء، فيقول لشاكر: أعط فلاناً مجيدية وفلاناً ثلاث إلخ... ويبدو أن ثقيلاً جاء يطلب صدقة، فقال له عبيدو: روح يا ثقيل، فخرج الفقير وعاد في اليوم التالي ووقف أمام عبيدو وقال له: تذكر يا عبيدو واشكر ربك أنك أنت اليوم جالس وأنا واقف، فتأثر عبيدو وقال لشاكر: أعط كل ما تبقى في الصندوق للرجل وفوقهم مبلغ إضافي.
والجدير بالذكر أن الكرم من شيم القبضايات، فيقال عن القبضايات أنه كسّاب وهّاب، وسُمّي أحدهم دعّيس الليل، لأنه كان يخرج ليلاً حاملاً سيفه، يأخذ من الغني ليعطي الفقير والجائع، ويعود إلى بيته قبل انبلاج الفجر راضياَ مرضياَ.
وعلى ذكر أبو عفيف كريدية، نشير إلى أنه قال يوماً للجنرال ويغان: أعطيني طيارة بروح وبجبلك رأس هتلر، وفي الليلة ذاتها، أذاع صوت برلين العربي بلسان يونس البحري مخاطباً أبا عفيف (لا تعذب حالك، نحن سنأتي إليك).
ويأتي بولس نخلة الملقب بالعربانية في طليعة قبضايات بيروت المشهود لهم بالشهامة والشجاعة، لا يهاب في الحق لومة لائم، وقد جمعت الصداقة، حتى درجة الأخوة، بينه وبين بقية قبضايات بيروت وعلى رأسهم أحمد أفندي البواب في البسطة.
اشتهر نخلة العربانية بالدفاع عن أهل بيروت، فقد كان بعض الزعران ينحدرون إلى جهة نهر بيروت، فيقطعون النهر ويدخلون المدينة، فيستولون على المواشي ويعتدون على المزارعين ويهربون متباهين، أعلموا قبضايات البسطة بولس نخلة العربانية بالأمر وطلبوا مساعدته، فتصدى للزعران وأوقفهم عند حدهم ومنع تعدياتهم، فحقدوا عليه وحاولوا قتله.
روي أن أحد متزعمي محلة عين المريّسة، أرسل أحد أتباعه يوماً إلى بيت امرأة في المحلة، يخبرها برغبة رئيسه بزيارتها ويطلب الاستعداد لإكرامه، أرسلت المرأة تعلم بولس نخلة العربانية بالأمر، فحضر إلى المحلة وسأل عن مكان تواجد الأزعر المذكور وتوجه إلى المقهى الذي يتردد عليه وقال له: إن فلانة أرسلتني كي آخذك إلى بيتها، وأطلق عليه رصاصة أردته، وقد منع أحمد البواب أياً من الحاضرين من الشهادة ضد العربانية.
أوقف بولس نخلة العربانية يوماً على ذمة التحقيق للظن باشتراكه في حادث قتل، وكان المحقق في حينه الدكتور صبحي المحمصاني. زارته زوجته في السجن حاملة معها كمية من ثمار الصبير، ولم يكن باستطاعة حارس السجن مسك الصبيرات، فطلب من المرأة أن تعدها، وأثناء ذلك قال له : روحي شوفي خيي أحمد البواب، توجهت زوجة العربانية إلى البواب في البسطة لتعلمه بالأمر، فاستقبلها مديراً لها ظهره كي لا يرى وجهها (هي حرمة أخيه) وطمأنها بعمل اللازم وأمر العربجي بإيصالها إلى منزلها معززة مكرمة ورجاها عدم مغادرة بيتها، مكلفاً العربجي بتأمين كل ما يلزمها طيلة غياب زوجها، وتابع القضية وأثبت براءة بولس نخلة العربانية مما نسب إليه.
```
وقد انقرضوا قبضايات بيروت تماماً في خضم الحرب الأهلية اللبنانية.
[
5
]
```

## لباس القبضاي
يمتاز القبضاي بمظهره الخارجي، فمهما كان فقيراً، فهو حريص على مظهره ولباسه، يرتدي أحسن أنواع (الصايات) للخنابيز الصيفية من الحرير الألاجة أو الست كروزه، أما شتاءً فالخنباز من الجوخ البني المحروق والسروال من الجوخ مع سترة من الجوخ الكحلي، ويشترط أن تكون قبة هذه الأخيرة من المخمل الأسود. ويجب أن تكون الصدرية من القماش الكشمير الغالي، أزرارها مشغولة باليد عند العقّاد في سوق الحرير. وكان بعضهم يحرص على حمل العصا، واحتذاء البوط من جلد لمّاع أما الأكثرية، وخاصة الشبان، فكانت تحتذي (المشاية) العربيّة الحمراء.
أما الشملة فكانت عريضة يدل طولها على وجاهة صاحبها، لأنه يضع فيها سلاحه، خنجر أو مسدس بأكرة، وكان مسدس السانت اتيان هو المفضّل، بينما الخراطيش في منديل حريري يحمله في جيب سترته، مما يدل على أن حمل السلاح كان للزينة واستكمالاً لمظاهر الرجولة، وليس للقتل أو العدوان، ولم يسجل في تاريخ القبضايات سوى حوادث فردية بعضها يتعلق بقضايا العرض والشرف، وبعضها لأسباب وطنية.
من القبضايات من اتسعت شهرته وصيته إلى خارج لبنان، وكان بعضهم يتقن لغة أجنبية أو أكثر فأحمد البواب كان يتقن الفرنسية والتركية وكذلك عبيدو الانكيدار.

## الصفات
القبضايات متمسكون بالرجولة، متشبثون بالحفاظ على الكرامة، محافظون على الوقار والهيبة والرزانة، في مشيتهم وجلوسهم وقعودهم وكلامهم، يفخّمون بعض الألفاظ، ويمطّون بعض الكلمات، ويتبادلون فيما بينهم في مسامراتهم عبارات معينة يحرصون عليها، فإذا مشوا، فعلى رؤوس أصابعهم، وإذا جلسوا وضعوا رجلاً على رجل بوضع معيّن، وإذا لبسوا حرصوا على الشال الكشمير والصدرية التي يتركون زراً منها أو زرين مفتوحين دليل الفتوة.
ورغم شجاعة القبضاي وخشونته، إلا أنه يحرص على المحافظة على الأعراض والحرمات، فإذا اضطر إلى التوجه إلى بيت صديق أو قريب، أنف من طرق الباب، فوقف بعيداً عن البيت ونادى وظهره إلى باب البيت، صاحب البيت بكنيته. وإذا قصدته امرأة أو حاجة، خاطبها دون أن ينظر إليها، وإذا مرت امرأة قرب مكان جلوسه، تحاشى القاعدون وامتنعوا عن الإشارة إليها بأية كلمة أو إشارة.
والقبضاي فوق كل ذلك، كبير القوم، سيدهم وخادمهم، إذا ألّمّت بأحدهم مصيبة، هرع إليه فوجد عنده حلاً لها، أو ساعده على تأمين حل لها، وإذا فقدت عائلة معيلها، كان المعين المجهول والأب الرحوم، ويقال أن لقب (بيهم) الذي عرف به فرع من عائلة العيتاني، يعود أن عائلة فقيرة مؤلفة من الزوجة وخمس بنات، فقدت معيلها، فتكفل ابن العيتاني بقضاء حوائجهم والإنفاق عليهم حتى قالوا عنه بأنه (أباهم، بيهم).

## أشهر قبضايات بيروت
```
أصحاب النخوة، الذين عرفوا في أواخر العهد العثماني وأوائل عهد الإنتداب الفرنسي وهم حسب المناطق اللبنانيّة:
```

### البسطة
- إبراهيم زيدان
- محيي الدين جعنا
- عبد الغني حلوة
- سليم الدنا
- عباس بيضون
- أبو عمر حميدة
- أبو معروف دوغان، الملقب بـ الودود
- أبو عدنان عيتاني
- خليل عبد العال
- عثمان عبد العال
- توفيق السروجي
- أبو فيصل شاتيلا
- سعد الدين شاتيلا
- سليم السروجي
- أمين حجازي
- أمين السردوك
- أحمد صفصوف
- أبو عفيف كريدية
- محمد سميسمة
- رشيد شهاب الدين

### المصيطبة
- عبد الله علوان
- خضر فليفل (السق)
- حسن عيتور
- محمد خضر العانوتي
- صالح الظريف
- رشيد قليلات

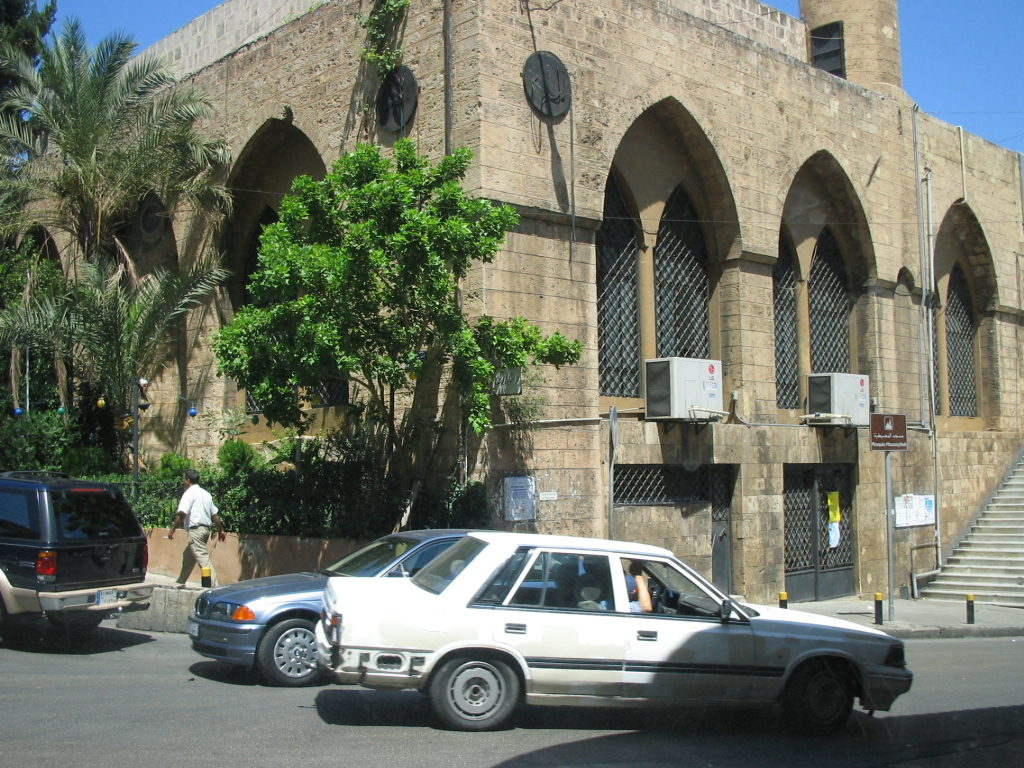
حي المصيطبة القديم

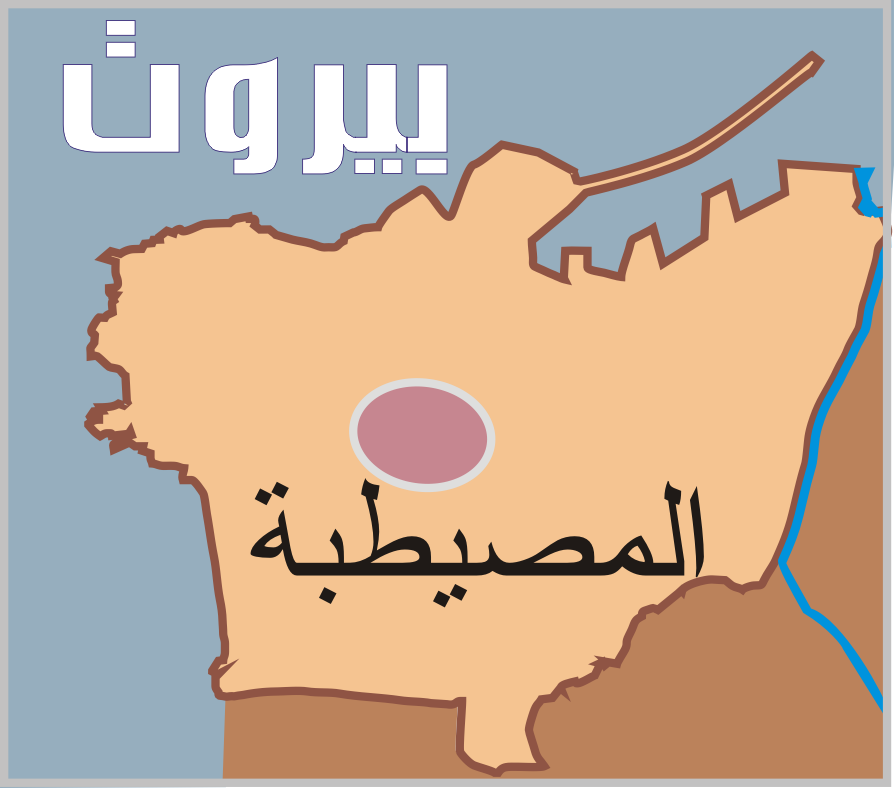
المصيطبة

- عبيدو الانكيدار، الذي عُرف بالشرقاوي
- عمر بواب
- درويش بيضون
- حسني خريرو (عبيدو)

### رأس النبع
- سعد الدين القيسي

### الطريق الجديدة
- عبد الرحمن بكداش العدو، أبو معروف
- راشد دوغان
- جميل رواس
- عبد الرحمن الدنا
- راشد حوري
- صالح مكوك
- عثمان الحلان
- سليم المدهون
- جميل حشاش

### المزرعة
- إيليا دادا
- ميشال صياغة
- جرجي تادروس
- طانيوس خالدي
- كريمبيكي
- نقولا كرم
- ميتري عقدة
- حنا يزبك

### الأشرفية
- بولس نخلة العربانية
- إلياس نكد
- شاكر نكد

### الحرج
- نور العرب، القبضاي الوحيد الذي ألّف كتاباً تحت عنوان (ذكريات شرطي)، وكان فيه هو البطل.

## انظرايضاً
- شقاوات بغداد
- رأس النبع
- المصيطبة
- الطريق الجديدة